# Artur Kłys
Artur Kłys (ur. 20 sierpnia 1982) – polski judoka i trener judo.
Były zawodnik TS Wisła Kraków (1996-2010). Dwukrotny medalista zawodów pucharu świata seniorów (Praga 2001 - brąz, Boras 2006 - srebro). Dwukrotny mistrz Polski seniorów (2003 w kat. do 60 kg, 2005 w kat. do 66 kg) oraz dwukrotny brązowy medalista mistrzostw Polski seniorów (2002 i 2004 w kat. do 60 kg).  Dwukrotny uczestnik mistrzostw Europy seniorów (2003, 2006) oraz uczestnik mistrzostw świata juniorów 2000 i dwukrotny uczestnik mistrzostw Europy juniorów (1999, 2001 - 5. miejsce). Trener judo w UKS Judo Kraków.
Mąż judoczki Katarzyny Kłys.